# Protorthemis intermedia
Protorthemis intermedia là loài chuồn chuồn trong họ Libellulidae. Loài này được Fraser mô tả khoa học đầu tiên năm 1936.